# Артроцереус
Arthrocereus (укр. Артроцереус)  — рід кактусів з триби Trichocereeae.

## Етимологія
Походить від грец. αρθρο — зчленований і лат. cereus — смолоскип.

## Історія роду
Рід вперше описаний у 1929 році наразі містить 4 види. Але систематики відмічають, що інформації про варіювання кактусів цього роду у природі поки недостатньо. Один з видів, що раніше належав до цього роду — Arthrocereus microsphaericus, згодом віднесли до роду Schlumbergera.

## Біологічний опис
Стебла заввишки до 90 см і до 6,5 см у діаметрі. Ребер — 10-18, слабо виражені. Ареоли і колючки невеликі. Квітки бувають жовтого, білого, або рожевого на білому кольорів, квіткові трубки довгі.

## Поширення та екологія
Рослини цього роду зростають на території бразильського штату Мінас-Жерайс.
Добре підходять для вирощування в неволі, оскільки ростуть швидко і сягають невеликого розміру. Мають вишукані квітки. Але попри все це, їх нечасто можна побачити в колекціях.

## Види[3]
- Arthrocereus glaziovii (K.Schum.) N.P.Taylor & Zappi
- Arthrocereus melanurus (K.Schum.) Diers, P.Br. & Esteves
- Arthrocereus rondonianus Backeb. & Voll
- Arthrocereus spinosissimus Backeb. & Voll

## Охорона у природі
Всі чотири види роду Arthrocereus входять до Червоного списку Міжнародного Союзу Охорони Природи:
- Arthrocereus glaziovii — статус: «Види під загрозою вимирання»
- Arthrocereus melanurus — статус: «Уразливі види»
- Arthrocereus rondonianus — статус: «Найменший ризик»
- Arthrocereus spinosissimus — статус: «Найменший ризик»